# ホーランエ (広島県)
ホーランエは、広島県尾道市（旧豊田郡瀬戸田町）で行われる祭事。正式名称は高根厳島神社管絃祭であり、厳島管絃祭に合わせ毎年旧暦6月17日に行われる。ホーランエとはこの地方での呼び名で、一般にはホーランエンヤ、他県ではホーランエッチャなどで呼ばれており、尾道市の資料では～エンヤを正式名称に用いている。近年は地元でもホーランエンヤの表記が見られ、独特の呼称が失われつつある。

## 概要

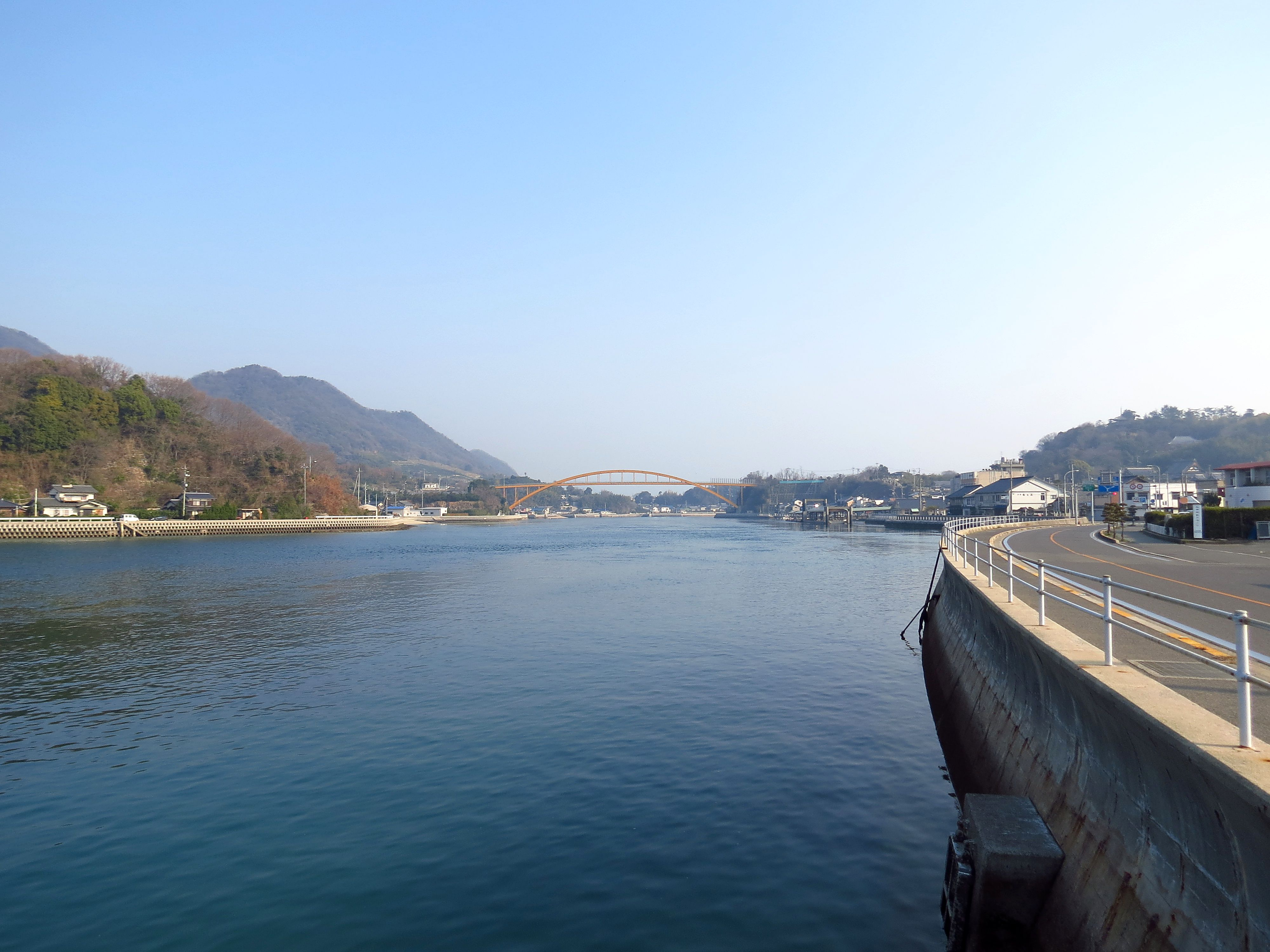
ホーランエの舞台である瀬戸田水道。左が高根島、右が生口島になる。中央の橋が高根大橋、手前右が瀬戸田桟橋で、この付近が南端の折り返し地点になる（下写真参照）。

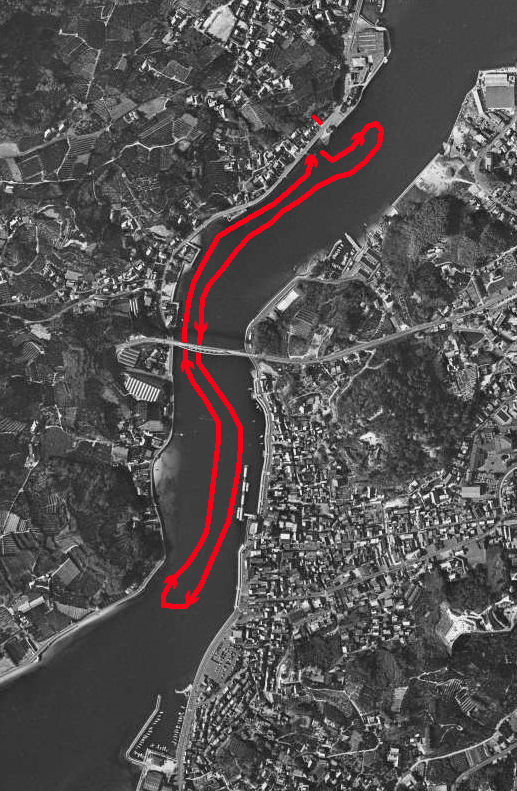
ホーランエのルートを2005年。左が高根島、右が生口島になる。

高根島の高根厳島神社は厳島神社の末社で、昔境内にあった大楠を厳島神社大鳥居に用いたと伝えられる。この縁で大楠を運んだ御座船とそれを引いた櫂伝馬船を再現するがごとく、高根島と生口島に挟まれた瀬戸田水道にて、管絃祭が行われるようになったと伝えられる。
祭事の手順は以下のとおり。
1. 高根厳島神社で神事[3]
2. ”親船”（御座船にあたる）と呼ばれる、提灯で大鳥居をかたどり神籬を載せ太鼓や鉦をたたく船に、世話役が乗船し御札を祀り、「ホーエンヤー」と呼びかける[3]
3. ”曳船”（櫂伝馬）はこれに「ホーランエー、ヨヨサノサッサー（ヨイヤサノサッサーとも）」と応じる[3][5]
4. 掛け声をかけながら高根厳島神社と対岸の生口島瀬戸田桟橋の間を2往復する[6][3]。

伝聞では江戸時代から始まったとされ、記録に残っているものでは1912年（明治45年）『高根島郷土誌』に記載されているため少なくともこれより前から始まっている。機械船や高根小学校子供会行事化による旅客フェリー利用など櫂伝馬による巡航は一時期中断していたが、1980年代中期に大崎上島の櫂伝馬を借りて復活、1989年（昭和64年）高根島最後の船大工の手により櫂伝馬「たちばな丸」が竣工し、現在まで続いている。昔は瀬を越す際に陸上に船から伸びた綱を引く引き手もいた。ここ以外でも生口島の宮原/御寺/原でも管絃祭が行われた記録もある。

## 参考資料
- 尾道市歴史的風致維持向上計画について - 尾道市
  - “【分割版】尾道市歴史的風致維持向上計画（第２章前半）” (PDF).   尾道市. 2016年1月30日閲覧。
  - “【分割版】尾道市歴史的風致維持向上計画（第２章後半）” (PDF).   尾道市. 2016年1月30日閲覧。